# Cima di Vezzana
Cima di Vezzana – najwyższy szczyt w grupie Pale di San Martino, w Dolomitach, w północnych Włoszech. W pobliżu znajduje się Cimon della Pala. Szczyt można zdobyć ze schronisk Rifugio Tommaso Pedrotti (2491 m) lub Bivacco Fiamme Gialle (3005 m).
Pierwszego wejścia dokonali w 1872 r. Douglas William Freshfield i Charles Comyns Tucker, co godne podkreślenia - już bez pomocy lokalnego przewodnika.